# František Xaver Šalda

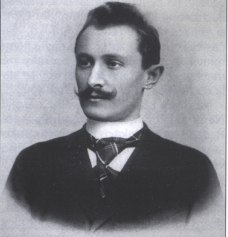

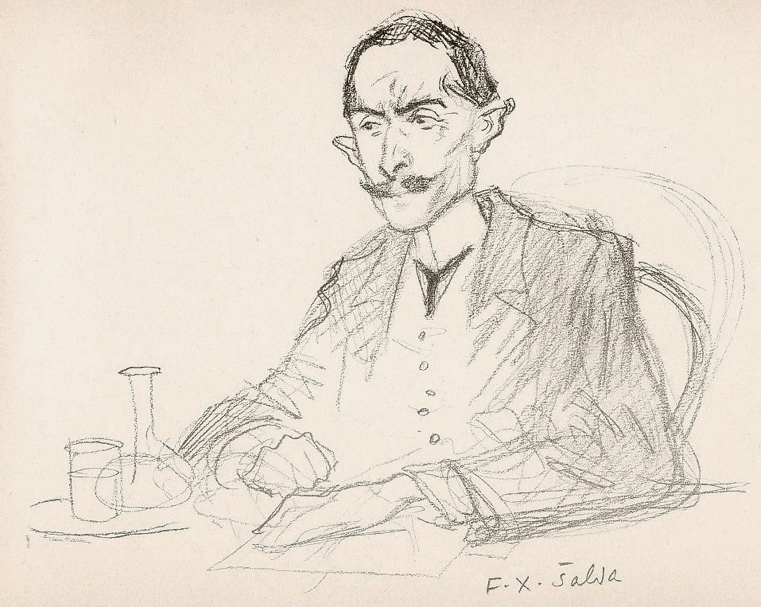
František Xaver Šalda, karikatyr av Hugo Boettinger

František Xaver Šalda, född 22 december 1867 i Liberec, död 4 april 1937 i Prag, var en tjeckisk författare. 
Šalda gjorde sin litterära debut i tidskriften "Lumír" 1884 och blev kritisk medarbetare i tidskrifter och tidningar. I sina i bokform utgivna essäer, Boje o zítřek. Meditace a rhapsodie (Striderna om morgondagen; 1905), uppställde han sina krav på kritiskt fördjupande i det moderna samhällslivet. År 1892 blev han redaktör för konsttidskriften "Volné Směry" (Fria riktningar). År 1909 utgav han det litteraturhistoriska arbetet Moderní literatura česká.